# Pedigrí

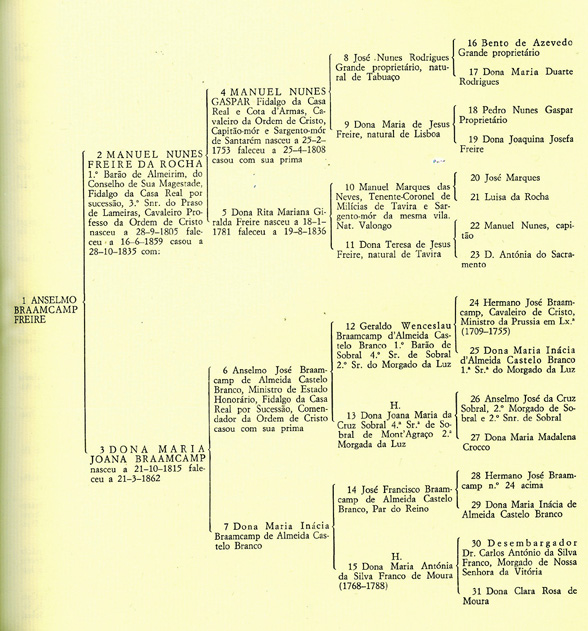
Árbol genealógico de Anselmo Freire creado utilizando la notación de Ahnentafel, una antigua forma de graficar genealogías.

Un pedigrí (derivado del inglés pedigree, y este a su vez del francés pied de grue) es un documento que analiza las relaciones genealógicas de un ser vivo en el contexto de determinar cómo una cierta característica o fenotipo se hereda y manifiesta.
En un sentido más coloquial, el término pedigrí se refiere al documento emitido por algunos organismos de acreditación que certifican la pertenencia de un animal doméstico a una determinada raza.
El estudio del pedigrí es un concepto utilizado desde tiempos remotos como método de selección y garantía de pureza de raza en la crianza de ciertas especies domésticas. Sin embargo, desde comienzos del siglo XX el término también se aplica a cualquier organismo cuya genealogía pueda ser estudiada. Un estudio genealógico o pedigrí constituye una herramienta de enorme valor en las ciencias biológicas ya sean puras o aplicadas. Entre estas últimas destacan la medicina y la ingeniería genética.
La palabra procede de la expresión «pied de grue», «pata de grulla», con la que los franceses se referían a las marcas rectas con forma de pata de grulla que los primeros criadores ingleses de caballos utilizaban a modo de árbol genealógico para seleccionarlos. La pronunciación inglesa de «pied de grue» acabó convirtiéndola en «pedigree», castellanizándose luego a «pedigrí».

## Construcción y lectura de un diagrama de pedigrí

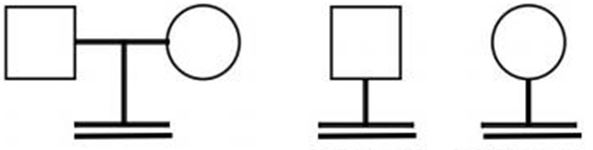
Nomenclatura en casos de infertilidad. De izquierda a derecha: esterilidad en la pareja, esterilidad del varón y esterilidad de la hembra.

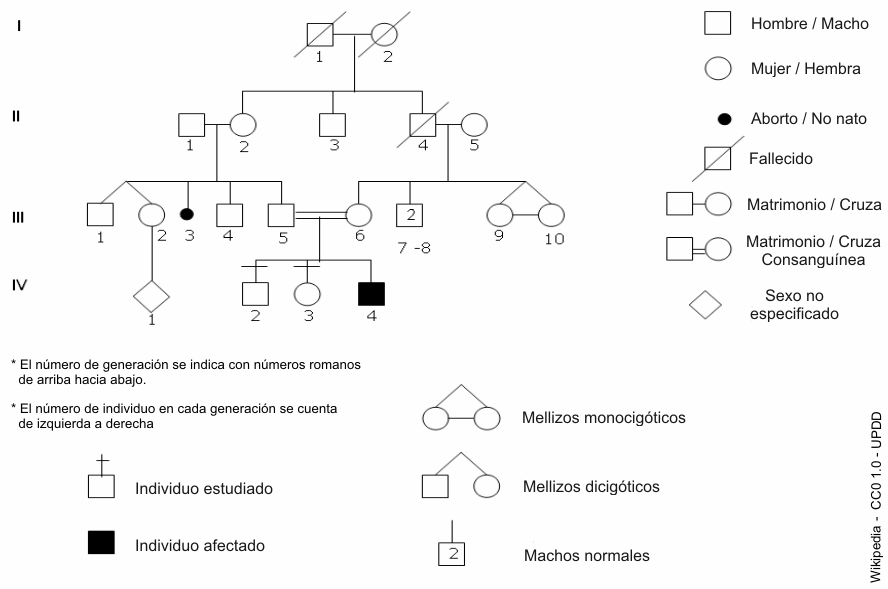
Ejemplo de la simbología utilizada en un diagrama de pedigrí. Clic para ampliar

Un diagrama de pedigrí es un gráfico escrito en forma similar a un árbol genealógico, en el cual se detalla por medio de una simbología consensuada, la aparición de un determinado fenotipo a lo largo de la historia natural de una familia. Con frecuencia los diagramas de pedigrí comprenden tres o cuatro generaciones, pero un buen diagrama de pedigrí debería contener todas las que resultara posible rastrear.
Un diagrama de pedigrí hace uso de cuatro símbolos básicos dos cuadrados (uno vacío y uno lleno) y dos círculos (uno vacío y uno lleno). Los círculos representan hembras, los cuadrados machos, los símbolos llenos representan la aparición fenotípica de la característica que se está rastreando, mientras que los símbolos vacíos representan a individuos que no la presentan.  

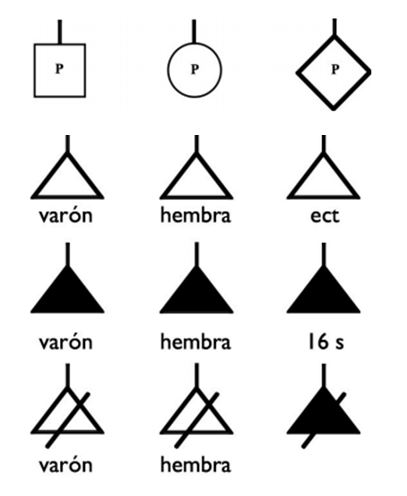
Nomenclatura en casos de embarazos y abortos. En la primera línea aparecen los casos de embarazo en curso. En la segunda línea, los abortos espontáneos normales (indicando en la parte inferior el sexo o el tiempo de gestación). En la tercera línea, los abortos espontáneos afectos (indicando en la parte inferior el sexo o el tiempo de gestación). En la cuarta línea, las interrupciones voluntarias del embarazo.

Las sucesivas generaciones se representan en líneas horizontales diferentes, y numerándolas con números romanos a partir de la más antigua generación de la que se tienen datos. Una doble línea horizontal indica consanguinidad.
Las uniones con descendencia se representan por una línea horizontal que vincula a los individuos parentales, y los descendientes se derivan de esta unión por medio de líneas en forma de árbol. En números romanos se consigna el orden generacional; en números árabes, se detalla el orden de descendencia.
La función de un diagrama de pedigrí es simplificar lo más posible la ocurrencia de una determinada característica, para tratar de determinar cuál es el mecanismo de herencia que la caracteriza, con el fin de predecir su posible aparición en futuros descendientes. Por ello, facilita identificar síndromes genéticos y establecer diagnósticos presintomáticos, así como el cálculo del riesgo (recurrencia u ocurrencia) y los patrones de herencia de una enfermedad. Así, un diagrama de pedigrí es tanto más efectivo cuanto menos información superflua presenta.
Es importante destacar que en el caso de estudios de enfermedades hereditarias, también deberán estar indicado mediante los símbolos la presencia de hijos adoptados. De este modo, se podrán descartar para el estudio.
La  ventaja  principal del diagrama de pedigrí es  su interpretación fácil y su formato compacto. No obstante, el mayor inconveniente es la confusión a que puede dar lugar por utilizar símbolos, que deben ser universalmente admitidos.

## Pedigrí médico
En medicina, el pedigrí la representación visual de varias generaciones de la familia de un paciente. Se trata del historial de salud de una familia representado utilizando símbolos internacionales. En él se indica información sobre los componentes de la familia, su sexo, la relación entre ellos, las enfermedades que presentan y características genéticas, entre otros. Por ejemplo, el origen étnico de la familia puede ser relevante, dado que puede ser decisivo a la hora de considerar realizar los test, basándose en la frecuencia de la enfermedad en las diferentes poblaciones. La información necesaria para construir el pedigrí se recoge normalmente mediante una serie de preguntas a cada miembro de la familia. 
El pedigrí es una herramienta básica en genética clínica usada para determinar que una enfermedad es genética, rastrear la transmisión de la enfermedad y estimar los riesgos del paciente, de otros miembros de la familia y de los miembros aún no nacidos de poseer la enfermedad genética. Es decir, se usa para calcular el riesgo de herencia de una enfermedad y para identificar los patrones de herencia de las mismas.

### Nomenclatura y construcción del diagrama
La nomenclatura actualizada utilizada para construir los diagramas es publicada por National Society of Genetic Counselors. En este artículo publicado en 2008 se redacta y explica la última actualización.
Dado que la construcción de un pedigrí puede ser una tarea complicada, existen varias páginas web que proporcionan explicaciones mediante vídeos y ejercicios para aprender y practicar a crear un pedigrí médico: la conversación con el paciente, orden y tipos de preguntas utilizadas, así como los símbolos y líneas usados para crear el pedigrí.

### Aplicaciones

#### Herramienta de diagnóstico o consejo genético
El pedigrí médico puede ser utilizado como una herramienta de diagnóstico, así como para ayudar en la toma de decisiones en el consejo genético. El aspecto social de un historial familiar ha pasado a un segundo plano, dando prioridad a la evaluación genética de la familia. Por ejemplo: La abuela de una paciente murió de cáncer de pecho, y dos de sus tías han sido diagnosticadas con cáncer de pecho. Esta declaración no indica la relación de las tías con el padre o la madre de la paciente. ¿Tienen las tías una relación biológica con la abuela de la paciente, la cual murió de cáncer de pecho? La relación exacta de la tía con la paciente, en conjunto con otros detalles, harán la diferencia en la interpretación del historial de la familia en el consejo genético.

## Utilización del término
Este término es comúnmente utilizado en genética y en medicina como sinónimo de diagrama de pedigrí y en la crianza de algunos animales domésticos como sinónimo de ascendencia certificada y pureza racial. Sin embargo, en el caso particular de los caballos se utiliza generalmente el término «pura sangre» con esta última acepción.

## Certificación de pedigrí en animales domésticos

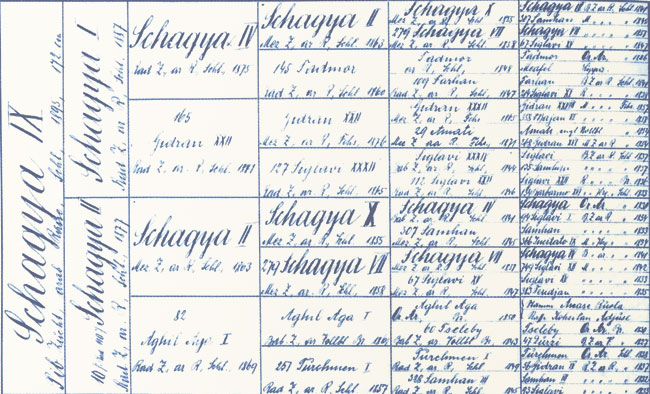
Ejemplo de registro de pedigrí de Shagya IX, un caballo de pura sangre francés. Año 1895.

Los diccionarios oficiales de todas las lenguas definen al pedigrí como «documento donde consta la genealogía de un animal».
La certificación de pedigrí reconoce a un animal como perteneciente a una raza que ha sido reconocida por su belleza, originalidad y, en definitiva, unas características propias y diferenciales del resto.
Para obtener un certificado de pedigrí es necesario demostrar la pureza de la raza del animal por varias generaciones, lo cual se logra con un diagrama de pedigrí oficial.
Solo los animales cuya ascendencia se puede certificar pueden contar con un certificado de pedigrí. En caso de que un animal no cuente con una ascendencia conocida, es necesario primero iniciar un registro de la cadena de ascendencia. Para ello se necesita obtener primero un registro de pureza racial ante el organismo de acreditación correspondiente. Este documento certifica que un animal cuenta con unas características fenotípicas que cumplen con los estándares internacionales de una determinada raza. Luego al cruzarlo debe hacerse con un animal con las mismas características, los cachorros obtenidos podrán contar con un certificado genealógico —que no es lo mismo que un pedigrí—, y luego de un cierto número de generaciones registradas, y siempre y cuando no se revele ninguna característica recesiva indeseada, será posible tramitar un certificado de pedigrí. El número de generaciones necesarias para poder acreditar un pedigrí varía según la especie.
Poco a poco, las distintas asociaciones, clubes y federaciones han querido monopolizar la emisión de un pedigrí. Las argumentaciones legales no indican bajo ningún concepto que un pedigrí sea o no válido si se emite por una de estas agrupaciones; lógicamente se basa en el reconocimiento de sus propios miembros o en la credibilidad y trayectoria de la persona, criador u organismo que lo emite.